# Mateřské centrum
Mateřské centrum je subjekt, který sdružuje zpravidla osoby na rodičovské dovolené, zejména matky a jejich děti, případně další rodinné příslušníky, za účelem společného trávení volného času a vzdělávání.

## Činnost
Mateřské centrum plní hlavně sociální a výchovně vzdělávací funkci. Programy mateřského centra se zaměřují nejen na volnočasové aktivity pro děti (výlety, hry, dětská odpoledne apod.), ale i na svépomocné vzdělávací aktivity rodinných příslušníků, především žen na mateřské či rodičovské dovolené, které při pobytu s dítětem doma ztrácejí kontakt s veřejným životem. Zapojením se do činnosti mateřského centra mohou rozvíjet své schopnosti a dovednosti, a tím i programovou nabídku mateřského centra.
Mateřské centrum vzniká obvykle na dobrovolnické bázi, jako neformální iniciativa, která se v případě dostatku lidského potenciálu formalizuje v právní subjekt, nejčastěji ve spolek a profesionalizuje svou činnost.
Mateřské centrum je většinou otevřené a přístupné všem lidem žijícím v jeho okolí. Jeho programy jsou často zaměřeny multigeneračně.

## Česko

### Forma a financování
Mateřská centra v České republice nejsou dotčena ani Zákonem o školských zařízeních (jako např. mateřské školy) ani nespadají do systému sociálních služeb dle Zákona o sociálních službách. Tím je dána značná programová rozmanitost jednotlivých mateřských center.
Financování mateřských center je zpravidla diversifikované a pochází nejčastěji z obecních rozpočtů, grantů různých nadací, soukromého sektoru (firem), ale i státu (zejména prostřednictvím Ministerstva práce a sociálních věcí).
Zastřešující organizací je Síť pro rodinu (založena roku 2002 jako Síť mateřských center), která v roce 2021 sdružovala zhruba 260 center.

### Historie
První mateřské centrum v Československu otevřela Rut Kolínská roku 1992. Stalo se tak na popud Aleny Wagnerové, spisovatelky žijící v Německu, která seznámila Rut Kolínskou s německou podobou center a zorganizovala pro ni exkurzi.
V tehdejším Západním Německu model mateřských center vyvinul Deutsches Jugendinstitut (Německý institut pro mládež) mezi lety 1976-1988 za podpory Spolkového ministerstva pro rodinu. Cílem bylo rozšířit nabídku vzdělávání rodin a práce s rodiči tak, aby byla přístupná a atraktivní i pro sociálně znevýhodněné vrstvy obyvatel, nejen pro vzdělanou střední třídu. Mateřská centra proto byla spravovaná svými návštěvnicemi a návštěvníky, kteří si navzájem radili a vzdělávali se. Hlavním místem setkávání byla kavárna, děti byly v centru vítané, ale stěžejní byly zájmy matek. Práce v mateřských centrech byla placená a díky službám, jako je půjčovna hraček či second hand, mohli rodiče ušetřit.